# Worthington (Kentucky)
Worthington – miasto w Stanach Zjednoczonych, w stanie Kentucky, w hrabstwie Greenup.